# 구부러져라! 스푼
《구부러져라! 스푼》(일본어: 曲がれ!スプーン)는 우에다 마코토가 연출한 일본의 희곡이다. 〈겨울의 유리 겔러〉라는 제목으로 극단 유럽 기획에 의해 2000년 12월 초연. 두 차례의 재연을 거쳐 2009년 12월에 〈구부러져라! 스푼〉으로 제목을 변경하고 재연 되었고, 같은 해 10월 23일 하야카와 책방에서 간행되고 있다.
또한 이 희곡을 바탕으로 영화가 제작 되었다.

## 공연 일정
유럽 기획 제7회 공연 심령 시트콤 〈겨울 유리 겔러〉
- 2000년 12월 15일 ~ 17일 교토 도시샤 대학 신마치 별관 소강당
  - 작·연출 : 우에다 마코토

유럽 기획 제10회 공연 심령 시트콤 〈겨울 유리 겔러 2002〉
- 2002년 2월 15일 ~ 17일, 도쿄 텐노즈 아일 스피어 멕스
- 2002년 3월 8일 ~ 13일 교토 대학 요시다 기숙사 식당 홀
  - 작·연출 : 우에다 마코토

유럽 기획 2007년 봄 투어 백 투 2000 시리즈 ~유럽 기획 제23회 공연 유키구미 〈겨울의 유리 겔러〉
- 2007년 4월 15일 ~ 22일, 오사카 in → dependent theatre 2nd
- 2007년 5월 5일 ~ 15일, 도쿄·더 ·스즈나리
  - 작·연출 : 우에다 마코토

유럽 기획 제28회 공연 〈구부러져라! 스푼〉
- 2009년 12월 10일 ~ 22일, 도쿄·기노쿠니야 홀
- 2010년 1월 30일 후쿠시마 이와키 예술 문화 교류관 아리오스 소극장
- 2010년 2월 5일 ~ 7일 교토 부립 문화 예술 회관
- 2010년 2월 11일, 히로시마 아스테르 플라자 대홀
- 2010년 2월 13일 ~ 15일, 후쿠오카·이무즈 홀
- 2010년 2월 19일 ~ 21일, 아이치 테레비아 홀
- 2010년 2월 26일 ~ 3월 7일 오사카 ABC 홀
  - 작·연출 : 우에다 마코토

## 서적 정보
- 우에다 마코토 〈구부러져라! 스푼〉 하야카와 책방 <하야카와 SF 시리즈 J 컬렉션> 2009년 10월 23일 ISBN 978-4-15-209077-5. - 〈서머 타임 머신 블루스〉, 단편 소설 〈개도 걸으면〉을 수록

## 관련 상품
DVD
- EUROPE DVD # 10 겨울 유리 겔러 (유럽 SHOP)
- 유럽 기획 〈구부러져라! 스푼〉 (2010년 5월 19일 포니캐년, PCBE-53173)

## 드라마
후지 TV의 심야 드라마 《극단 연기자.》에서 〈제12회 공연 작품 : 겨울 유리 겔러〉로 드라마화되어 2005년 8월 10일부터 8월 31일까지 방송 되었다. 총4화.
2005년 9월 7일 특별편이 방송 되었다.

## 영화
춤추는 대수사선 시리즈로 잘 알려진 모토히로 카츠유키 감독이 연출한 일본 영화이다. 원작, 각본은 극단·유럽 기획의 우에다 마코토. 극단의 무대 작품 《겨울 유리겔라》를 모티브로 하고있다. 2009년 11월 21일 일본에서 개봉되었다. 주연을 맡은 나가사와 마사미 이외에는 모두 연극 배우들이 출연했다.

### 줄거리
사쿠라이 요네(나가사와 마사미 분)는 초현상 버라이어티 프로그램 "아스나로 사이킥"을 맡고 있는 여성 AD로 일상 업무에 쫓기면서도 적극적으로 노력하고 있다. 어린 시절 경험으로 초능력이 존재한다고 믿고 있으며, 가끔씩 숟가락을 구부리는 도전을 하고 있지만, 본인에겐 초능력은 없다. 시청자로부터의 제보로 초자연 현상이나 초능력자를 찾아다니는 프로그램의 담당을 맡게 된다. 프로그램에 보내져 온 우편물을 단서로 의기양양하게 지방 순회를 하지만 매번 사기만 당하게 된다. 그러던 어느 날, 마지막이란 생각으로 사쿠라이는 우연히 한 카페를 방문하게 되는데, 그 카페에서는 매년 크리스마스 이브가 되면 진짜 초능력자들이 모여 평소 숨기고 있던 스스로의 초능력을마음껏 과시하는 파티가 열린다. 하지만 파티에 참석하고 있던 초능력자들 중에는, 가짜 초능력자가 있었다는 것이 밝혀지게 되는데...

### 출연
- 사쿠라이 요네 : 나가사와 마사미

본작의 주인공. 초현상 버라이어티 "아스나로 사이킥"의 여성 AD이다. 프로그램 정책에 의문을 느끼면서 바쁜 나날을 보내지만, 타고난 천성의 밝은 모습으로 분투한다. 어린 시절의 경험으로 아직도 초능력을 믿고 있으며, 가끔씩 숟가락 구부리에 도전하고 있지만, 본인에게 초능력이 없다. 프로그램에 보내져 온 우편물을 단서로 지방 순회를 하게 된다.
- 사오토메 : 시가 코타로

찻집 "카페 de 염력"의 마스터. 초능력 (투시와 예지 등)에 관해서는 현재 수행 중이다. 토루를 파티에 처음 데려왔다. 과거에 개에게 습격당했을 때 초능력이 도움이 되었다. 찻집의 이름을 붙인 이유도 그 경험으로, 지금처럼 초능력이 모이는 곳을 만들기 위해서이다.
- 가와오카 : 스와 마사시

사이코키네시스를 가진 초능력자. 스스로의 의사로 무엇이든 움직일 수 있지만, 세부적으로 제어할 수 없다. 그에 발끈하여 무심코 사이코키네시스를 사용하는 경우가 있다. 사이코키네시스를 다룰 때는 두 손바닥을 대상에게 향해진다. 공장에서 근무하고 있다.
- 이데 : 카와시마 준야

에레키네시스(스스로의 의사로 전자기기를 조작 할 수 있는)을 가진 초능력자. 가전제품은 골칫거리이다. 에레키네시스를 할 때 호들갑스러운 동작 후에 물체를 향해 가볍게 쥔 오른손을 향한다. 그 때 주위의 것은 눈에 들어오지 않는다. 에레키네시스에 의해 조작된 전자기기는 이후 다운되는 (기기의 프로그램이 예정 외·예상치 못한 동작을 할 상태)경우도 있다.
- 카케이 : 나카가와 하루키

투시 능력을 가진 초능력자. 때때로, 추잡한 용도로 사용할 수도 있다. 투시할 때 오른쪽 손바닥을 펼쳐 관자놀이(귀와 눈의 사이에 있는 태양혈이 있는 곳)에 댄다. 츠지가 회사의 화장실에서 우연히 만나 파티에 데려왔다.
- 시이나 : 츠지 오사무

텔레파시를 가진 능력자. 사람의 마음을 읽을 수 있지만, 섬세한 성격이 읽은 내용에 상처받는 일이 적지 않다. 회사의 화장실에서 우연히, 카케이와 만나 파티에 첫 참가한다. 마음을 읽을 때, 악수 (사념이 강하면 직접하지 않아도 가능)하고 눈을 감고 집중한다. 시종 침착하고 상냥한 인물이다.
- 코야마 : 미야케 히로키

순간 이동을 가진 초능력이라고 소개되지만, 정확하게는 5초 동안 시간을 멈추고 자력으로 이동하기 때문에 실제로는 텔레포트가 아닌 타임스 탑이라는 능력을 가진다. 마스터에 이끌려 파티에는 첫 참가했다. 시간을 멈출 때 힘껏 몸 전체에 힘을 집중하고있다. 우동집에서 근무중이다.
- 칸다 : 이와이 히데토

통칭 : 작은 남자. 유래는 몸이 가늘기 때문에. 초능력이 아닌 이른바 "난쟁이 인간", "아스나로 사이킥"에 응모하여 사쿠라이와 "카페 de 염력"에서 약속을 한다.
- 테리지마 스스무

통칭 : 태연한 남자. 자신이 키우는 독 거미에 물려 "난쟁이 인간"과 "아스나로 사이킥"에 응모하여 사쿠라이와 집에서 약속을 한다. "난쟁이 인간"의 공연에 사용된 한 마리의 거미가 소동의 발단이 된다.
- 마츠시게 유타카

가와오카가 다니는 직장의 공장장. 그의 염력으로 몇 미터 날아가 병원 이송되었다. 그래서인지 항상 고개를 갸웃하고 있다.
- 코우모토 마사히로

완간테레비의 프로그램 "아스나로 사이킥"의 이사. "방송을 찍을 때까지 돌아오지 마라" 라고 사쿠라이에게 지방 순회를 지시한다.
- 산다이메 우오타케 하마다 시게오

통칭 : UFO 남자. 텔레비전 프로그램 "아스나로 사이킥"에 출연하고 있다. UFO를 부르는 힘을 가지고 있다.
- 고스케 마트 : 유스케 산타마리아 - 우정출연

텔레비전 프로그램 "아스나로 사이킥"의 사회자. 편집장이다.
- 나카무라 야스노리 : 히라타 미츠루

텔레비전 프로그램 "아스나로 사이킥"에 출연. 초능력에 대해 긍정하는 인물.
- 도야마 고이치 : 키바 카츠미

텔레비전 프로그램 "아스나로 사이킥"에 출연. 대학 교수이다.
- 나가노 무네노리

찻집 "카페 de 염력"의 근처에 있는 "동양 과자점 월드"의 점원이다.
- 사사키 쿠라노스케 - 우정출연

사쿠라이에 "아스나로 사이킥"로 보내져 온 우편물을 의지해 방문하는 인물 중 한명이다. 영화 《썸머 타임 머신 블루스》에서 등장한 타임머신(외형은 같은 것이지만, 타임 슬립에는 실패했다)와 함께 한장면 등장한다. 패션은 같지만, 같은 역인지는 알 수 없다. 함께 혼다 치카라가 등장한다.
- 혼다 치카라

사쿠라이에 "아스나로 사이킥"로 보내져 온 우편물을 의지해 방문하는 인물 중 한명이다.
- 마스 타케시 - 우정출연

영화 《썸머 타임 머신 블루스》에서 "하나님"으로 등장했을 때와 거의 동일하게 등장한다. 길을 묻는 호랑이를 탄 아저씨. UFO 거리를 걷는 샐러리맨 등. 또한 이 작품에서는, 그가 그려진 포스터도 세트에서 볼 수있다. 동양 과자점 월드의 점원으로 산타로도 등장한다.
- 사쿠라이 요네(어린 시절) : 쿠마다 세아, 쿠마다 코코

### 스태프
- 감독 : 모토히로 카츠유키
- 원작·각본 : 우에다 마코토 (유럽 기획)
- 기획 : 카메야마 치히로, 스기타 시게미치, 야스나가 요시로
- 제작 : 마에다 큐칸, 미야가와 토모유키, 무라카미 코이치
- 촬영 : 카와고에 카즈나리
- 편집 : 다구치 카즈야
- 주제가 : YUKI 〈COSMIC BOX〉
- 프로덕션 : ROBOT
- 배급 : 도호

### 사이드 스토리
〈구부러져라! 스푼 사이드 스토리 ~스푼 구부러져 있습니다만 ...~〉
영화와 연동기획된 미니 드라마로 주인공 사쿠라이 요네가 방송 취재중에 숟가락을 구부리고 걷는 청년을 보았다는 이야기. 후지 TV에서 2009년 11월 19일 텔레비전 방영된 영화 《썸머 타임 머신 블루스》와 11월 21일 영화 《UDON》 방영중에 방송되었으며, 영화 특별 프로 《구부러져라! 스푼 공개기념 프로그램 특종! 초능력자(에스퍼)와의 조우!》에서도 방송되었다.

## 같이 보기
- 썸머 타임 머신 블루스 - 본작과 같은 유럽 기획의 영화화 작품이다. 세계관을 공유하고 많은 장면에서 같은 촬영지가 사용되었다. 또한 출연자도 일부 겹치는 등 작품 팬을 의식한 장면은 많다.
- UDON - 본작과 마찬가지로 모토히로 감독의 작품이다. 똑같은 가가와현을 무대로, 세계관을 공유하고 또한 출연자가 일부 겹친다.